# Васил
Васѝл (на гръцки: basileios) е мъжко име, от гръцки произход, означава „царски“, „царствен“. Съкратено от Василий.
Васил има имен ден на 1 януари – Васильовден. На този ден християнството отбелязва деня на Св. Василий Велики.

## Известни личности, носещи името „Васил“
- Васил Априлов (1789 – 1847), български стопански и просветен деец, дарител, писател от времето на Българското възраждане.
- Васил Левски (1837 – 1873), български националреволюционер, идеолог и организатор на българската национална революция.
- Васил Найденов (1950 – ), български поп певец, композитор и текстописец.
- Васил Боянов - Азис (1978 – ), български попфолк певец от ромски произход.
- Васил Петлешков (1845 - 1876), български революционер, водач на Априлското въстание в Брацигово.